# Jean Harbor
Jean Harbor (19 settembre 1965) è un ex calciatore statunitense, di ruolo attaccante.